# 장승원
장승원(張承遠, 1852년 ~ 1917년)은 조선 후기의 문신이자 대한제국의 관료, 친일부호이다. 자는 공유(公裕), 호는 운정(雲庭)이다. 경상북도 칠곡 출신이며 장석구(張錫龜)의 아들로, 판서 장석용(張錫龍)에게 출계하였다. 1917년 대한광복회에 의해 처단되었다. 국무총리를 지낸 창랑 장택상, 장직상의 아버지기도 하다.

## 생애
1885년 증광문과에 병과로 급제하여 승정원 주서가 되고 . 이어 부수찬, 교리, 장령, 응교, 수찬, 장악원정, 사복시정 등을 거쳐 1897년, 통정대부에 승자되었다. 그 후 청송군수, 중추원의관, 찬위, 궁내부 특진관을 지내고., 1904년(광무 8) 허위의 추천으로 경상북도관찰사로 나아갔다.
1906년 비서감승을 거쳐, 궁내부 특진관에 이르렀다. 의정대신 민영규가 지은 신도비문이 있다.
대농토를 소유한 대지주였으며 박정희의 아버지 박성빈은 한때 장승원의 집을 출입했으며 그 인연으로 해서 박정희의 둘째 형 박무희는 그로부터 논 다섯마지기를 빌어 7:3의 비율로 소작하기도 했다. 박상진이 만든 광복회에서 군자금을 요청하였으나 거부하였고 이후 이 건을 일제에 밀고하려고 하자 1917년 11월 10일 광복회원인 채기중, 강순필에 의해 처단되었다.

## 기타
그의 첩 주서운에게는 아들 장록상이 있었는데, 장길상은 그를 자신의 서제로 승인했으나 1936년 2월 4일 장길상 사망 직후인 그해 2월 10일 부인 조남철은 장록상이 장승원의 친자가 아니라며 친생자관계 확인 부존재 소송을 제기하였다.

## 가족
- 양부 : 장석용(張錫龍)
- 양모 : 정경부인 신안주씨 좌찬성 주정호 장녀
- 처 : 정부인(貞夫人) 조남철(趙南徹, 풍양조씨(豊壤趙氏), 철종 임자년 1852년 ~ 임오년 1942년)
  - 아들 : 장길상(張吉相, 1874년 ~ 1936년)
  - 아들 : 장직상(張稷相, 1883년 ~ 1947년)
  - 아들 : 장택상(張澤相, 1893년 ~ 1969년)
- 첩 : 주서운(周瑞雲, ? ~ ?)
- 생부 : 장석구(張錫龜,1827년~1907년)